# Rasm Al-Brdkana
Rasm Al-Brdkana (tiếng Ả Rập: رسم البردقانة) là một ngôi làng Syria nằm ở phó huyện Uqayribat thuộc huyện Salamiyah, Hama. Theo Cục Thống kê Trung ương Syria (CBS), Rasm Al-Brdkana có dân số 67 người trong cuộc điều tra dân số năm 2004.